# Maison de Hohenstaufen

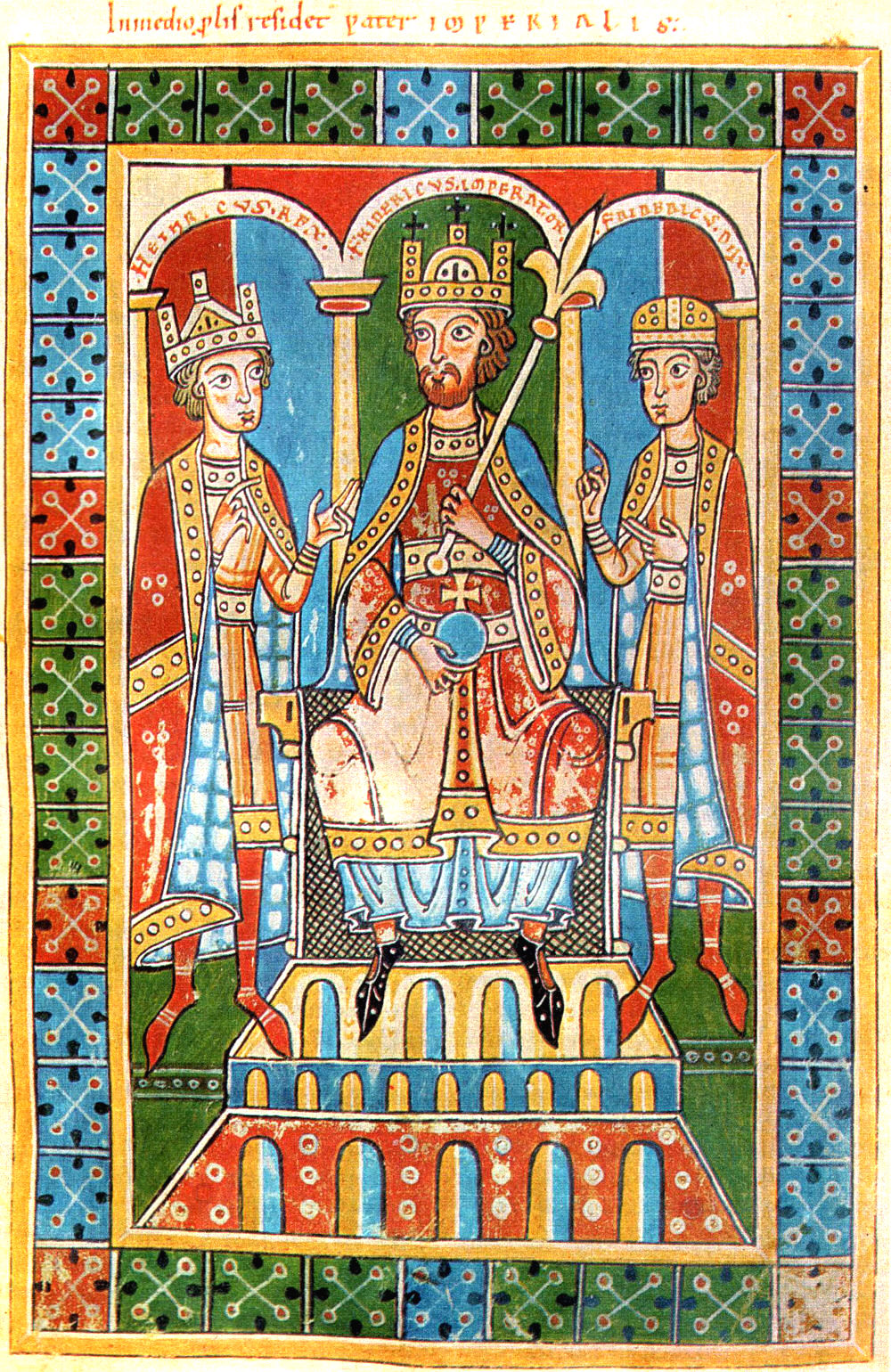
Frédéric Barberousse aux côtés de ses fils Henri VI du Saint-Empire (qui porte déjà la couronne royale, à gauche), et Frédéric, duc de Souabe; Miniature de la Chronique des Guelfes (école de Weingarten, postérieure à 1167 ; citée à partir de 1179).

La maison de Hohenstaufen est une dynastie qui a donné plusieurs ducs et empereurs germaniques entre les XIe et XIIIe siècles. Le nom de la maison renvoie au château de Hohenstaufen, sur la crête septentrionale du Jura souabe, près de Göppingen. Les plus importants représentants de cette dynastie furent Frédéric Barberousse, Henri VI et Frédéric II.

## Histoire
(août 2024).

### Les origines
Les premiers comtes de Hohenstaufen remontent vraisemblablement aux comtes Sigihard et Frédéric de Riesgau, mentionnés en 987 dans un décret de l'empereur Othon III, et sans doute descendants des Sieghardinger, barons Bavarii.
Un arbre généalogique du XIIe siècle dont Frédéric Barberousse avait ordonné la confection fournit l'identité du fondateur de la maison de Hohenstaufen : il avait pour prénom Frédéric, qui sera désormais celui des princes aînés de la dynastie,,,,. On ne sait de lui que le fait que sa sœur était la femme d'un certain Berthold, comte en Brisgau. Le fils de ce Frédéric, dit Frédéric, est mentionné dans des actes du milieu du XIe siècle en tant que comte palatin en Souabe (1053–1069). Son fils, Frédéric de Büren, était le seigneur d'un château qui occupait vraisemblablement le sommet de la colline de Bürren, au nord-est du site de Wäschenbeuren, dans l'actuel arrondissement de Göppingen.
Les mariages des barons de cette génération donnent à penser que les Hohenstaufen, dès le milieu du XIe siècle, comptaient au nombre des seigneurs les plus influents du sud-ouest de l'Allemagne, malgré des fiefs encore peu étendus. Ils se limitaient à trois zones principales : Büren et Lorch (en Wurtemberg, Allemagne) d'une part, et, en Alsace, Haguenau, Sélestat et le château du Haut-Koenigsbourg d'autre part.
La date la plus ancienne à laquelle on trouve mention des Hohenstaufen est 1079, lorsque l’empereur salique Henri IV accorde à Frédéric Ier Hohenstaufen le Duché de Souabe et lui donne sa fille Agnès en mariage.
Frédéric Ier fit édifier le château de Hohenstaufen et consacra vers 1102 l’abbaye de Lorch comme crypte de la famille. Avec ses fils Frédéric et Conrad III, il accrut considérablement les possessions des Hohenstaufen, tout en s'imposant comme l'appui militaire indispensable de la dynastie salienne dans le sud-ouest du Saint empire ; toutefois ces princes ne se désignaient pas alors eux-mêmes comme des Hohenstaufen, mais mettaient plutôt en avant leurs liens de parenté, par la branche maternelle, avec les empereurs saliens

### Accession au trône impérial
À la mort de l'empereur Henri V en 1125, qui marque l'extinction de la lignée royale salique, Frédéric et Conrad, en tant que fils du duc Frédéric Ier de Souabe et de la princesse salique Agnès de Franconie, élevèrent des prétentions au trône impérial de Germanie. Frédéric II postula à l'élection, mais fut évincé au bénéfice de Lothaire de Supplinbourg, qui avait infligé une défaite retentissante à l'empereur Henri V en 1115. Mais bientôt, le nouvel empereur dut reprendre la lutte contre les Hohenstaufen et leurs partisans pour conserver les domaines des princes saliens. En 1127, Conrad, qui porte depuis 1116 le titre de « duc de Franconie », est proclamé antiroi par les villes et les nobles souabes et franconiens ; mais en 1135, défait à plusieurs reprises et ruiné par des années de guerre, il est contraint de se soumettre à Lothaire, qui meurt deux ans plus tard.
La succession de Lothaire de Supplinburg est chaudement disputée entre Conrad III de Hohenstaufen, d'une part, et Henri X le Superbe, d'autre part. Henri est duc de Bavière et de Saxe, héritier des biens allodiaux de la comtesse Mathilde en Italie, gendre de l'empereur défunt, chef de l'illustre maison guelfe d'Este, dont la puissance s'étend sur une immense bande de territoires, depuis l'Elbe jusqu'aux portes de Rome. Les électeurs, redoutant un tel maître, lui préfèrent Conrad III de Hohenstaufen, duc de Franconie, ex-roi des Lombards de par les Milanais. Nommé à Coblence, il est couronné à Aix-la-Chapelle par un légat du Saint-Siège, le 6 mars 1138. Le gendre de Lothaire en appelle aux armes, mais la mort met bientôt fin à ses projets ambitieux, le 20 octobre 1139.
La dynastie s'éteignit assez rapidement avec la mort de l'empereur Frédéric II le 13 décembre 1250. Conrad IV meurt en 1254, Manfred (fils légitimé) lors de la bataille de Bénévent en 1266 face à Charles d'Anjou, frère du roi de France Louis IX. Le dernier descendant masculin en ligne directe, Conradin, fils de Conrad IV, meurt décapité en place publique à Naples en dépit des règles chevaleresques en 1268, à la suite de sa défaite à Tagliacozzo face à l'Angevin Charles Ier de Sicile venu « liquider » l'héritage Hohenstaufen en Italie du Sud.

## Personnages
- Conrad III, 1138–1152
- Frédéric Ier Barberousse, roi 1152–1190, empereur depuis 1155
- Henri VI, 1190–1197, empereur depuis 1191
- Philippe de Souabe, 1198–1208
- Frédéric II, roi 1212–1220, empereur 1220–1250
- Conrad IV, roi 1237–1254

## Arbre généalogique
|                                                                    |                                                                    |                                                                    |                                                                    |                                                                    |                                                                    |  |  |                              |                              |                              |                              |                              |                              |  |  |                                                          |                                                          |                                                          |                                                          |                                                          |                                                          |  |  |                                                  |                                                  |                                                  |                                                  |                                                  |                                                  |  |  |                                                         |                                                         |                                                         |                                                         |                                                         |                                                         |  |  | Frédéric Ier Duc de Souabe 1050–1105 r.1079–1105                                    | Frédéric Ier Duc de Souabe 1050–1105 r.1079–1105                                    | Frédéric Ier Duc de Souabe 1050–1105 r.1079–1105                                    | Frédéric Ier Duc de Souabe 1050–1105 r.1079–1105                                    | Frédéric Ier Duc de Souabe 1050–1105 r.1079–1105                                    | Frédéric Ier Duc de Souabe 1050–1105 r.1079–1105                                    |  |  | Agnès de Franconie 1072–1143                           | Agnès de Franconie 1072–1143                           | Agnès de Franconie 1072–1143                           | Agnès de Franconie 1072–1143                           | Agnès de Franconie 1072–1143                           | Agnès de Franconie 1072–1143                           |  |  | Léopold III Mgve d'Autriche 1073–1136 r.1095–1136    | Léopold III Mgve d'Autriche 1073–1136 r.1095–1136    | Léopold III Mgve d'Autriche 1073–1136 r.1095–1136    | Léopold III Mgve d'Autriche 1073–1136 r.1095–1136    | Léopold III Mgve d'Autriche 1073–1136 r.1095–1136    | Léopold III Mgve d'Autriche 1073–1136 r.1095–1136    |  |  |                                                           |                                                           |                                                           |                                                           |                                                           |                                                           |  |  |                                                       |                                                       |                                                       |                                                       |                                                       |                                                       |  |  |                                                 |                                                 |                                                 |                                                 |                                                 |                                                 |  |  |
|                                                                    |                                                                    |                                                                    |                                                                    |                                                                    |                                                                    |  |  |                              |                              |                              |                              |                              |                              |  |  |                                                          |                                                          |                                                          |                                                          |                                                          |                                                          |  |  |                                                  |                                                  |                                                  |                                                  |                                                  |                                                  |  |  |                                                         |                                                         |                                                         |                                                         |                                                         |                                                         |  |  | Frédéric Ier Duc de Souabe 1050–1105 r.1079–1105                                    | Frédéric Ier Duc de Souabe 1050–1105 r.1079–1105                                    | Frédéric Ier Duc de Souabe 1050–1105 r.1079–1105                                    | Frédéric Ier Duc de Souabe 1050–1105 r.1079–1105                                    | Frédéric Ier Duc de Souabe 1050–1105 r.1079–1105                                    | Frédéric Ier Duc de Souabe 1050–1105 r.1079–1105                                    |  |  | Agnès de Franconie 1072–1143                           | Agnès de Franconie 1072–1143                           | Agnès de Franconie 1072–1143                           | Agnès de Franconie 1072–1143                           | Agnès de Franconie 1072–1143                           | Agnès de Franconie 1072–1143                           |  |  | Léopold III Mgve d'Autriche 1073–1136 r.1095–1136    | Léopold III Mgve d'Autriche 1073–1136 r.1095–1136    | Léopold III Mgve d'Autriche 1073–1136 r.1095–1136    | Léopold III Mgve d'Autriche 1073–1136 r.1095–1136    | Léopold III Mgve d'Autriche 1073–1136 r.1095–1136    | Léopold III Mgve d'Autriche 1073–1136 r.1095–1136    |  |  |                                                           |                                                           |                                                           |                                                           |                                                           |                                                           |  |  |                                                       |                                                       |                                                       |                                                       |                                                       |                                                       |  |  |                                                 |                                                 |                                                 |                                                 |                                                 |                                                 |  |  |
|                                                                    |                                                                    |                                                                    |                                                                    |                                                                    |                                                                    |  |  |                              |                              |                              |                              |                              |                              |  |  |                                                          |                                                          |                                                          |                                                          |                                                          |                                                          |  |  |                                                  |                                                  |                                                  |                                                  |                                                  |                                                  |  |  |                                                         |                                                         |                                                         |                                                         |                                                         |                                                         |  |  |                                                                                     |                                                                                     |                                                                                     |                                                                                     |                                                                                     |                                                                                     |  |  |                                                        |                                                        |                                                        |                                                        |                                                        |                                                        |  |  |                                                      |                                                      |                                                      |                                                      |                                                      |                                                      |  |  |                                                           |                                                           |                                                           |                                                           |                                                           |                                                           |  |  |                                                       |                                                       |                                                       |                                                       |                                                       |                                                       |  |  |                                                 |                                                 |                                                 |                                                 |                                                 |                                                 |  |  |
|                                                                    |                                                                    |                                                                    |                                                                    |                                                                    |                                                                    |  |  |                              |                              |                              |                              |                              |                              |  |  |                                                          |                                                          |                                                          |                                                          |                                                          |                                                          |  |  |                                                  |                                                  |                                                  |                                                  |                                                  |                                                  |  |  |                                                         |                                                         |                                                         |                                                         |                                                         |                                                         |  |  |                                                                                     |                                                                                     |                                                                                     |                                                                                     |                                                                                     |                                                                                     |  |  |                                                        |                                                        |                                                        |                                                        |                                                        |                                                        |  |  |                                                      |                                                      |                                                      |                                                      |                                                      |                                                      |  |  |                                                           |                                                           |                                                           |                                                           |                                                           |                                                           |  |  |                                                       |                                                       |                                                       |                                                       |                                                       |                                                       |  |  |                                                 |                                                 |                                                 |                                                 |                                                 |                                                 |  |  |
|                                                                    |                                                                    |                                                                    |                                                                    |                                                                    |                                                                    |  |  |                              |                              |                              |                              |                              |                              |  |  |                                                          |                                                          |                                                          |                                                          |                                                          |                                                          |  |  |                                                  |                                                  |                                                  |                                                  |                                                  |                                                  |  |  | Judith de Bavière 1103–1131                             | Judith de Bavière 1103–1131                             | Judith de Bavière 1103–1131                             | Judith de Bavière 1103–1131                             | Judith de Bavière 1103–1131                             | Judith de Bavière 1103–1131                             |  |  | Frédéric II Duc de Souabe 1090–1147 r.1105–1147                                     | Frédéric II Duc de Souabe 1090–1147 r.1105–1147                                     | Frédéric II Duc de Souabe 1090–1147 r.1105–1147                                     | Frédéric II Duc de Souabe 1090–1147 r.1105–1147                                     | Frédéric II Duc de Souabe 1090–1147 r.1105–1147                                     | Frédéric II Duc de Souabe 1090–1147 r.1105–1147                                     |  |  | Agnes de Saarbrücken d. c.1147                         | Agnes de Saarbrücken d. c.1147                         | Agnes de Saarbrücken d. c.1147                         | Agnes de Saarbrücken d. c.1147                         | Agnes de Saarbrücken d. c.1147                         | Agnes de Saarbrücken d. c.1147                         |  |  | Gertrude de Comburg d.1130/1131                      | Gertrude de Comburg d.1130/1131                      | Gertrude de Comburg d.1130/1131                      | Gertrude de Comburg d.1130/1131                      | Gertrude de Comburg d.1130/1131                      | Gertrude de Comburg d.1130/1131                      |  |  | Conrad III Roi de Germanie 1093–1152 r.1138–1152          | Conrad III Roi de Germanie 1093–1152 r.1138–1152          | Conrad III Roi de Germanie 1093–1152 r.1138–1152          | Conrad III Roi de Germanie 1093–1152 r.1138–1152          | Conrad III Roi de Germanie 1093–1152 r.1138–1152          | Conrad III Roi de Germanie 1093–1152 r.1138–1152          |  |  | Gertrude de Sulzbach c.1110–1146                      | Gertrude de Sulzbach c.1110–1146                      | Gertrude de Sulzbach c.1110–1146                      | Gertrude de Sulzbach c.1110–1146                      | Gertrude de Sulzbach c.1110–1146                      | Gertrude de Sulzbach c.1110–1146                      |  |  |                                                 |                                                 |                                                 |                                                 |                                                 |                                                 |  |  |
|                                                                    |                                                                    |                                                                    |                                                                    |                                                                    |                                                                    |  |  |                              |                              |                              |                              |                              |                              |  |  |                                                          |                                                          |                                                          |                                                          |                                                          |                                                          |  |  |                                                  |                                                  |                                                  |                                                  |                                                  |                                                  |  |  | Judith de Bavière 1103–1131                             | Judith de Bavière 1103–1131                             | Judith de Bavière 1103–1131                             | Judith de Bavière 1103–1131                             | Judith de Bavière 1103–1131                             | Judith de Bavière 1103–1131                             |  |  | Frédéric II Duc de Souabe 1090–1147 r.1105–1147                                     | Frédéric II Duc de Souabe 1090–1147 r.1105–1147                                     | Frédéric II Duc de Souabe 1090–1147 r.1105–1147                                     | Frédéric II Duc de Souabe 1090–1147 r.1105–1147                                     | Frédéric II Duc de Souabe 1090–1147 r.1105–1147                                     | Frédéric II Duc de Souabe 1090–1147 r.1105–1147                                     |  |  | Agnes de Saarbrücken d. c.1147                         | Agnes de Saarbrücken d. c.1147                         | Agnes de Saarbrücken d. c.1147                         | Agnes de Saarbrücken d. c.1147                         | Agnes de Saarbrücken d. c.1147                         | Agnes de Saarbrücken d. c.1147                         |  |  | Gertrude de Comburg d.1130/1131                      | Gertrude de Comburg d.1130/1131                      | Gertrude de Comburg d.1130/1131                      | Gertrude de Comburg d.1130/1131                      | Gertrude de Comburg d.1130/1131                      | Gertrude de Comburg d.1130/1131                      |  |  | Conrad III Roi de Germanie 1093–1152 r.1138–1152          | Conrad III Roi de Germanie 1093–1152 r.1138–1152          | Conrad III Roi de Germanie 1093–1152 r.1138–1152          | Conrad III Roi de Germanie 1093–1152 r.1138–1152          | Conrad III Roi de Germanie 1093–1152 r.1138–1152          | Conrad III Roi de Germanie 1093–1152 r.1138–1152          |  |  | Gertrude de Sulzbach c.1110–1146                      | Gertrude de Sulzbach c.1110–1146                      | Gertrude de Sulzbach c.1110–1146                      | Gertrude de Sulzbach c.1110–1146                      | Gertrude de Sulzbach c.1110–1146                      | Gertrude de Sulzbach c.1110–1146                      |  |  |                                                 |                                                 |                                                 |                                                 |                                                 |                                                 |  |  |
|                                                                    |                                                                    |                                                                    |                                                                    |                                                                    |                                                                    |  |  |                              |                              |                              |                              |                              |                              |  |  |                                                          |                                                          |                                                          |                                                          |                                                          |                                                          |  |  |                                                  |                                                  |                                                  |                                                  |                                                  |                                                  |  |  |                                                         |                                                         |                                                         |                                                         |                                                         |                                                         |  |  |                                                                                     |                                                                                     |                                                                                     |                                                                                     |                                                                                     |                                                                                     |  |  |                                                        |                                                        |                                                        |                                                        |                                                        |                                                        |  |  |                                                      |                                                      |                                                      |                                                      |                                                      |                                                      |  |  |                                                           |                                                           |                                                           |                                                           |                                                           |                                                           |  |  |                                                       |                                                       |                                                       |                                                       |                                                       |                                                       |  |  |                                                 |                                                 |                                                 |                                                 |                                                 |                                                 |  |  |
|                                                                    |                                                                    |                                                                    |                                                                    |                                                                    |                                                                    |  |  |                              |                              |                              |                              |                              |                              |  |  |                                                          |                                                          |                                                          |                                                          |                                                          |                                                          |  |  |                                                  |                                                  |                                                  |                                                  |                                                  |                                                  |  |  |                                                         |                                                         |                                                         |                                                         |                                                         |                                                         |  |  |                                                                                     |                                                                                     |                                                                                     |                                                                                     |                                                                                     |                                                                                     |  |  |                                                        |                                                        |                                                        |                                                        |                                                        |                                                        |  |  |                                                      |                                                      |                                                      |                                                      |                                                      |                                                      |  |  |                                                           |                                                           |                                                           |                                                           |                                                           |                                                           |  |  |                                                       |                                                       |                                                       |                                                       |                                                       |                                                       |  |  |                                                 |                                                 |                                                 |                                                 |                                                 |                                                 |  |  |
|                                                                    |                                                                    |                                                                    |                                                                    |                                                                    |                                                                    |  |  |                              |                              |                              |                              |                              |                              |  |  | Mathieu Ier Duc de Lorraine 1119–1176 r.1138–1176        | Mathieu Ier Duc de Lorraine 1119–1176 r.1138–1176        | Mathieu Ier Duc de Lorraine 1119–1176 r.1138–1176        | Mathieu Ier Duc de Lorraine 1119–1176 r.1138–1176        | Mathieu Ier Duc de Lorraine 1119–1176 r.1138–1176        | Mathieu Ier Duc de Lorraine 1119–1176 r.1138–1176        |  |  | Bertha 1123–1195                                 | Bertha 1123–1195                                 | Bertha 1123–1195                                 | Bertha 1123–1195                                 | Bertha 1123–1195                                 | Bertha 1123–1195                                 |  |  | Adélaïde de Vohbourg 1135–1190                          | Adélaïde de Vohbourg 1135–1190                          | Adélaïde de Vohbourg 1135–1190                          | Adélaïde de Vohbourg 1135–1190                          | Adélaïde de Vohbourg 1135–1190                          | Adélaïde de Vohbourg 1135–1190                          |  |  | Frédéric Ier Barberousse Roi de Germanie 1122–1190 r.1152–1190 Empereur r.1155–1190 | Frédéric Ier Barberousse Roi de Germanie 1122–1190 r.1152–1190 Empereur r.1155–1190 | Frédéric Ier Barberousse Roi de Germanie 1122–1190 r.1152–1190 Empereur r.1155–1190 | Frédéric Ier Barberousse Roi de Germanie 1122–1190 r.1152–1190 Empereur r.1155–1190 | Frédéric Ier Barberousse Roi de Germanie 1122–1190 r.1152–1190 Empereur r.1155–1190 | Frédéric Ier Barberousse Roi de Germanie 1122–1190 r.1152–1190 Empereur r.1155–1190 |  |  | Béatrice Ire Ctesse de Bourgogne 1143–1184 r.1148–1184 | Béatrice Ire Ctesse de Bourgogne 1143–1184 r.1148–1184 | Béatrice Ire Ctesse de Bourgogne 1143–1184 r.1148–1184 | Béatrice Ire Ctesse de Bourgogne 1143–1184 r.1148–1184 | Béatrice Ire Ctesse de Bourgogne 1143–1184 r.1148–1184 | Béatrice Ire Ctesse de Bourgogne 1143–1184 r.1148–1184 |  |  | Conrad Comte Palatin du Rhin 1135–1195 r.1156–1195   | Conrad Comte Palatin du Rhin 1135–1195 r.1156–1195   | Conrad Comte Palatin du Rhin 1135–1195 r.1156–1195   | Conrad Comte Palatin du Rhin 1135–1195 r.1156–1195   | Conrad Comte Palatin du Rhin 1135–1195 r.1156–1195   | Conrad Comte Palatin du Rhin 1135–1195 r.1156–1195   |  |  | Judith ≈1133–1191                                         | Judith ≈1133–1191                                         | Judith ≈1133–1191                                         | Judith ≈1133–1191                                         | Judith ≈1133–1191                                         | Judith ≈1133–1191                                         |  |  | Henri Bérenger Roi de Germanie 1136–1150 r.1147–1150  | Henri Bérenger Roi de Germanie 1136–1150 r.1147–1150  | Henri Bérenger Roi de Germanie 1136–1150 r.1147–1150  | Henri Bérenger Roi de Germanie 1136–1150 r.1147–1150  | Henri Bérenger Roi de Germanie 1136–1150 r.1147–1150  | Henri Bérenger Roi de Germanie 1136–1150 r.1147–1150  |  |  | Frédéric IV Duc de Souabe 1145–1167 r.1152–1167 | Frédéric IV Duc de Souabe 1145–1167 r.1152–1167 | Frédéric IV Duc de Souabe 1145–1167 r.1152–1167 | Frédéric IV Duc de Souabe 1145–1167 r.1152–1167 | Frédéric IV Duc de Souabe 1145–1167 r.1152–1167 | Frédéric IV Duc de Souabe 1145–1167 r.1152–1167 |  |  |
|                                                                    |                                                                    |                                                                    |                                                                    |                                                                    |                                                                    |  |  |                              |                              |                              |                              |                              |                              |  |  | Mathieu Ier Duc de Lorraine 1119–1176 r.1138–1176        | Mathieu Ier Duc de Lorraine 1119–1176 r.1138–1176        | Mathieu Ier Duc de Lorraine 1119–1176 r.1138–1176        | Mathieu Ier Duc de Lorraine 1119–1176 r.1138–1176        | Mathieu Ier Duc de Lorraine 1119–1176 r.1138–1176        | Mathieu Ier Duc de Lorraine 1119–1176 r.1138–1176        |  |  | Bertha 1123–1195                                 | Bertha 1123–1195                                 | Bertha 1123–1195                                 | Bertha 1123–1195                                 | Bertha 1123–1195                                 | Bertha 1123–1195                                 |  |  | Adélaïde de Vohbourg 1135–1190                          | Adélaïde de Vohbourg 1135–1190                          | Adélaïde de Vohbourg 1135–1190                          | Adélaïde de Vohbourg 1135–1190                          | Adélaïde de Vohbourg 1135–1190                          | Adélaïde de Vohbourg 1135–1190                          |  |  | Frédéric Ier Barberousse Roi de Germanie 1122–1190 r.1152–1190 Empereur r.1155–1190 | Frédéric Ier Barberousse Roi de Germanie 1122–1190 r.1152–1190 Empereur r.1155–1190 | Frédéric Ier Barberousse Roi de Germanie 1122–1190 r.1152–1190 Empereur r.1155–1190 | Frédéric Ier Barberousse Roi de Germanie 1122–1190 r.1152–1190 Empereur r.1155–1190 | Frédéric Ier Barberousse Roi de Germanie 1122–1190 r.1152–1190 Empereur r.1155–1190 | Frédéric Ier Barberousse Roi de Germanie 1122–1190 r.1152–1190 Empereur r.1155–1190 |  |  | Béatrice Ire Ctesse de Bourgogne 1143–1184 r.1148–1184 | Béatrice Ire Ctesse de Bourgogne 1143–1184 r.1148–1184 | Béatrice Ire Ctesse de Bourgogne 1143–1184 r.1148–1184 | Béatrice Ire Ctesse de Bourgogne 1143–1184 r.1148–1184 | Béatrice Ire Ctesse de Bourgogne 1143–1184 r.1148–1184 | Béatrice Ire Ctesse de Bourgogne 1143–1184 r.1148–1184 |  |  | Conrad Comte Palatin du Rhin 1135–1195 r.1156–1195   | Conrad Comte Palatin du Rhin 1135–1195 r.1156–1195   | Conrad Comte Palatin du Rhin 1135–1195 r.1156–1195   | Conrad Comte Palatin du Rhin 1135–1195 r.1156–1195   | Conrad Comte Palatin du Rhin 1135–1195 r.1156–1195   | Conrad Comte Palatin du Rhin 1135–1195 r.1156–1195   |  |  | Judith ≈1133–1191                                         | Judith ≈1133–1191                                         | Judith ≈1133–1191                                         | Judith ≈1133–1191                                         | Judith ≈1133–1191                                         | Judith ≈1133–1191                                         |  |  | Henri Bérenger Roi de Germanie 1136–1150 r.1147–1150  | Henri Bérenger Roi de Germanie 1136–1150 r.1147–1150  | Henri Bérenger Roi de Germanie 1136–1150 r.1147–1150  | Henri Bérenger Roi de Germanie 1136–1150 r.1147–1150  | Henri Bérenger Roi de Germanie 1136–1150 r.1147–1150  | Henri Bérenger Roi de Germanie 1136–1150 r.1147–1150  |  |  | Frédéric IV Duc de Souabe 1145–1167 r.1152–1167 | Frédéric IV Duc de Souabe 1145–1167 r.1152–1167 | Frédéric IV Duc de Souabe 1145–1167 r.1152–1167 | Frédéric IV Duc de Souabe 1145–1167 r.1152–1167 | Frédéric IV Duc de Souabe 1145–1167 r.1152–1167 | Frédéric IV Duc de Souabe 1145–1167 r.1152–1167 |  |  |
|                                                                    |                                                                    |                                                                    |                                                                    |                                                                    |                                                                    |  |  |                              |                              |                              |                              |                              |                              |  |  |                                                          |                                                          |                                                          |                                                          |                                                          |                                                          |  |  |                                                  |                                                  |                                                  |                                                  |                                                  |                                                  |  |  |                                                         |                                                         |                                                         |                                                         |                                                         |                                                         |  |  |                                                                                     |                                                                                     |                                                                                     |                                                                                     |                                                                                     |                                                                                     |  |  |                                                        |                                                        |                                                        |                                                        |                                                        |                                                        |  |  |                                                      |                                                      |                                                      |                                                      |                                                      |                                                      |  |  |                                                           |                                                           |                                                           |                                                           |                                                           |                                                           |  |  |                                                       |                                                       |                                                       |                                                       |                                                       |                                                       |  |  |                                                 |                                                 |                                                 |                                                 |                                                 |                                                 |  |  |
|                                                                    |                                                                    |                                                                    |                                                                    |                                                                    |                                                                    |  |  |                              |                              |                              |                              |                              |                              |  |  |                                                          |                                                          |                                                          |                                                          |                                                          |                                                          |  |  |                                                  |                                                  |                                                  |                                                  |                                                  |                                                  |  |  |                                                         |                                                         |                                                         |                                                         |                                                         |                                                         |  |  |                                                                                     |                                                                                     |                                                                                     |                                                                                     |                                                                                     |                                                                                     |  |  |                                                        |                                                        |                                                        |                                                        |                                                        |                                                        |  |  |                                                      |                                                      |                                                      |                                                      |                                                      |                                                      |  |  |                                                           |                                                           |                                                           |                                                           |                                                           |                                                           |  |  |                                                       |                                                       |                                                       |                                                       |                                                       |                                                       |  |  |                                                 |                                                 |                                                 |                                                 |                                                 |                                                 |  |  |
|                                                                    |                                                                    |                                                                    |                                                                    |                                                                    |                                                                    |  |  | Irene Ange c.1181–1208       | Irene Ange c.1181–1208       | Irene Ange c.1181–1208       | Irene Ange c.1181–1208       | Irene Ange c.1181–1208       | Irene Ange c.1181–1208       |  |  | Philippe de Souabe Roi de Germanie 1177–1208 r.1198–1208 | Philippe de Souabe Roi de Germanie 1177–1208 r.1198–1208 | Philippe de Souabe Roi de Germanie 1177–1208 r.1198–1208 | Philippe de Souabe Roi de Germanie 1177–1208 r.1198–1208 | Philippe de Souabe Roi de Germanie 1177–1208 r.1198–1208 | Philippe de Souabe Roi de Germanie 1177–1208 r.1198–1208 |  |  | Béatrice 1162–1174                               | Béatrice 1162–1174                               | Béatrice 1162–1174                               | Béatrice 1162–1174                               | Béatrice 1162–1174                               | Béatrice 1162–1174                               |  |  | Guillaume II le Bon Roi de Sicile 1155–1189 r.1166–1189 | Guillaume II le Bon Roi de Sicile 1155–1189 r.1166–1189 | Guillaume II le Bon Roi de Sicile 1155–1189 r.1166–1189 | Guillaume II le Bon Roi de Sicile 1155–1189 r.1166–1189 | Guillaume II le Bon Roi de Sicile 1155–1189 r.1166–1189 | Guillaume II le Bon Roi de Sicile 1155–1189 r.1166–1189 |  |  | Frédéric V Duc de Souabe 1164–1170 r.1167–1170                                      | Frédéric V Duc de Souabe 1164–1170 r.1167–1170                                      | Frédéric V Duc de Souabe 1164–1170 r.1167–1170                                      | Frédéric V Duc de Souabe 1164–1170 r.1167–1170                                      | Frédéric V Duc de Souabe 1164–1170 r.1167–1170                                      | Frédéric V Duc de Souabe 1164–1170 r.1167–1170                                      |  |  | Frédéric VI Duc de Souabe 1167–1191 r.1170–1191        | Frédéric VI Duc de Souabe 1167–1191 r.1170–1191        | Frédéric VI Duc de Souabe 1167–1191 r.1170–1191        | Frédéric VI Duc de Souabe 1167–1191 r.1170–1191        | Frédéric VI Duc de Souabe 1167–1191 r.1170–1191        | Frédéric VI Duc de Souabe 1167–1191 r.1170–1191        |  |  | Jeanne Ire Ctesse de Bourgogne 1191–1205 r.1200–1205 | Jeanne Ire Ctesse de Bourgogne 1191–1205 r.1200–1205 | Jeanne Ire Ctesse de Bourgogne 1191–1205 r.1200–1205 | Jeanne Ire Ctesse de Bourgogne 1191–1205 r.1200–1205 | Jeanne Ire Ctesse de Bourgogne 1191–1205 r.1200–1205 | Jeanne Ire Ctesse de Bourgogne 1191–1205 r.1200–1205 |  |  | Otto Ier Cte de Bourgogne btw.1167/1171 –1200 r.1190–1200 | Otto Ier Cte de Bourgogne btw.1167/1171 –1200 r.1190–1200 | Otto Ier Cte de Bourgogne btw.1167/1171 –1200 r.1190–1200 | Otto Ier Cte de Bourgogne btw.1167/1171 –1200 r.1190–1200 | Otto Ier Cte de Bourgogne btw.1167/1171 –1200 r.1190–1200 | Otto Ier Cte de Bourgogne btw.1167/1171 –1200 r.1190–1200 |  |  | Béatrice II Ctesse de Bourgogne 1193–1231 r.1205–1231 | Béatrice II Ctesse de Bourgogne 1193–1231 r.1205–1231 | Béatrice II Ctesse de Bourgogne 1193–1231 r.1205–1231 | Béatrice II Ctesse de Bourgogne 1193–1231 r.1205–1231 | Béatrice II Ctesse de Bourgogne 1193–1231 r.1205–1231 | Béatrice II Ctesse de Bourgogne 1193–1231 r.1205–1231 |  |  | Conrad II Duc de Souabe 1173–1196 r.1191–1196   | Conrad II Duc de Souabe 1173–1196 r.1191–1196   | Conrad II Duc de Souabe 1173–1196 r.1191–1196   | Conrad II Duc de Souabe 1173–1196 r.1191–1196   | Conrad II Duc de Souabe 1173–1196 r.1191–1196   | Conrad II Duc de Souabe 1173–1196 r.1191–1196   |  |  |
|                                                                    |                                                                    |                                                                    |                                                                    |                                                                    |                                                                    |  |  | Irene Ange c.1181–1208       | Irene Ange c.1181–1208       | Irene Ange c.1181–1208       | Irene Ange c.1181–1208       | Irene Ange c.1181–1208       | Irene Ange c.1181–1208       |  |  | Philippe de Souabe Roi de Germanie 1177–1208 r.1198–1208 | Philippe de Souabe Roi de Germanie 1177–1208 r.1198–1208 | Philippe de Souabe Roi de Germanie 1177–1208 r.1198–1208 | Philippe de Souabe Roi de Germanie 1177–1208 r.1198–1208 | Philippe de Souabe Roi de Germanie 1177–1208 r.1198–1208 | Philippe de Souabe Roi de Germanie 1177–1208 r.1198–1208 |  |  | Béatrice 1162–1174                               | Béatrice 1162–1174                               | Béatrice 1162–1174                               | Béatrice 1162–1174                               | Béatrice 1162–1174                               | Béatrice 1162–1174                               |  |  | Guillaume II le Bon Roi de Sicile 1155–1189 r.1166–1189 | Guillaume II le Bon Roi de Sicile 1155–1189 r.1166–1189 | Guillaume II le Bon Roi de Sicile 1155–1189 r.1166–1189 | Guillaume II le Bon Roi de Sicile 1155–1189 r.1166–1189 | Guillaume II le Bon Roi de Sicile 1155–1189 r.1166–1189 | Guillaume II le Bon Roi de Sicile 1155–1189 r.1166–1189 |  |  | Frédéric V Duc de Souabe 1164–1170 r.1167–1170                                      | Frédéric V Duc de Souabe 1164–1170 r.1167–1170                                      | Frédéric V Duc de Souabe 1164–1170 r.1167–1170                                      | Frédéric V Duc de Souabe 1164–1170 r.1167–1170                                      | Frédéric V Duc de Souabe 1164–1170 r.1167–1170                                      | Frédéric V Duc de Souabe 1164–1170 r.1167–1170                                      |  |  | Frédéric VI Duc de Souabe 1167–1191 r.1170–1191        | Frédéric VI Duc de Souabe 1167–1191 r.1170–1191        | Frédéric VI Duc de Souabe 1167–1191 r.1170–1191        | Frédéric VI Duc de Souabe 1167–1191 r.1170–1191        | Frédéric VI Duc de Souabe 1167–1191 r.1170–1191        | Frédéric VI Duc de Souabe 1167–1191 r.1170–1191        |  |  | Jeanne Ire Ctesse de Bourgogne 1191–1205 r.1200–1205 | Jeanne Ire Ctesse de Bourgogne 1191–1205 r.1200–1205 | Jeanne Ire Ctesse de Bourgogne 1191–1205 r.1200–1205 | Jeanne Ire Ctesse de Bourgogne 1191–1205 r.1200–1205 | Jeanne Ire Ctesse de Bourgogne 1191–1205 r.1200–1205 | Jeanne Ire Ctesse de Bourgogne 1191–1205 r.1200–1205 |  |  | Otto Ier Cte de Bourgogne btw.1167/1171 –1200 r.1190–1200 | Otto Ier Cte de Bourgogne btw.1167/1171 –1200 r.1190–1200 | Otto Ier Cte de Bourgogne btw.1167/1171 –1200 r.1190–1200 | Otto Ier Cte de Bourgogne btw.1167/1171 –1200 r.1190–1200 | Otto Ier Cte de Bourgogne btw.1167/1171 –1200 r.1190–1200 | Otto Ier Cte de Bourgogne btw.1167/1171 –1200 r.1190–1200 |  |  | Béatrice II Ctesse de Bourgogne 1193–1231 r.1205–1231 | Béatrice II Ctesse de Bourgogne 1193–1231 r.1205–1231 | Béatrice II Ctesse de Bourgogne 1193–1231 r.1205–1231 | Béatrice II Ctesse de Bourgogne 1193–1231 r.1205–1231 | Béatrice II Ctesse de Bourgogne 1193–1231 r.1205–1231 | Béatrice II Ctesse de Bourgogne 1193–1231 r.1205–1231 |  |  | Conrad II Duc de Souabe 1173–1196 r.1191–1196   | Conrad II Duc de Souabe 1173–1196 r.1191–1196   | Conrad II Duc de Souabe 1173–1196 r.1191–1196   | Conrad II Duc de Souabe 1173–1196 r.1191–1196   | Conrad II Duc de Souabe 1173–1196 r.1191–1196   | Conrad II Duc de Souabe 1173–1196 r.1191–1196   |  |  |
|                                                                    |                                                                    |                                                                    |                                                                    |                                                                    |                                                                    |  |  |                              |                              |                              |                              |                              |                              |  |  |                                                          |                                                          |                                                          |                                                          |                                                          |                                                          |  |  |                                                  |                                                  |                                                  |                                                  |                                                  |                                                  |  |  |                                                         |                                                         |                                                         |                                                         |                                                         |                                                         |  |  |                                                                                     |                                                                                     |                                                                                     |                                                                                     |                                                                                     |                                                                                     |  |  |                                                        |                                                        |                                                        |                                                        |                                                        |                                                        |  |  |                                                      |                                                      |                                                      |                                                      |                                                      |                                                      |  |  |                                                           |                                                           |                                                           |                                                           |                                                           |                                                           |  |  |                                                       |                                                       |                                                       |                                                       |                                                       |                                                       |  |  |                                                 |                                                 |                                                 |                                                 |                                                 |                                                 |  |  |
|                                                                    |                                                                    |                                                                    |                                                                    |                                                                    |                                                                    |  |  |                              |                              |                              |                              |                              |                              |  |  |                                                          |                                                          |                                                          |                                                          |                                                          |                                                          |  |  |                                                  |                                                  |                                                  |                                                  |                                                  |                                                  |  |  |                                                         |                                                         |                                                         |                                                         |                                                         |                                                         |  |  |                                                                                     |                                                                                     |                                                                                     |                                                                                     |                                                                                     |                                                                                     |  |  |                                                        |                                                        |                                                        |                                                        |                                                        |                                                        |  |  |                                                      |                                                      |                                                      |                                                      |                                                      |                                                      |  |  |                                                           |                                                           |                                                           |                                                           |                                                           |                                                           |  |  |                                                       |                                                       |                                                       |                                                       |                                                       |                                                       |  |  |                                                 |                                                 |                                                 |                                                 |                                                 |                                                 |  |  |
| Otto IV Roi de Germanie 1175–1218 r.1198–1209 Empereur r.1209–1215 | Otto IV Roi de Germanie 1175–1218 r.1198–1209 Empereur r.1209–1215 | Otto IV Roi de Germanie 1175–1218 r.1198–1209 Empereur r.1209–1215 | Otto IV Roi de Germanie 1175–1218 r.1198–1209 Empereur r.1209–1215 | Otto IV Roi de Germanie 1175–1218 r.1198–1209 Empereur r.1209–1215 | Otto IV Roi de Germanie 1175–1218 r.1198–1209 Empereur r.1209–1215 |  |  | Beatrice de Souabe 1198–1212 | Beatrice de Souabe 1198–1212 | Beatrice de Souabe 1198–1212 | Beatrice de Souabe 1198–1212 | Beatrice de Souabe 1198–1212 | Beatrice de Souabe 1198–1212 |  |  | Cunégonde de Souabe 1202–1248                            | Cunégonde de Souabe 1202–1248                            | Cunégonde de Souabe 1202–1248                            | Cunégonde de Souabe 1202–1248                            | Cunégonde de Souabe 1202–1248                            | Cunégonde de Souabe 1202–1248                            |  |  | Venceslas Ier Roi de Bohême ≈1205–1253 1230–1253 | Venceslas Ier Roi de Bohême ≈1205–1253 1230–1253 | Venceslas Ier Roi de Bohême ≈1205–1253 1230–1253 | Venceslas Ier Roi de Bohême ≈1205–1253 1230–1253 | Venceslas Ier Roi de Bohême ≈1205–1253 1230–1253 | Venceslas Ier Roi de Bohême ≈1205–1253 1230–1253 |  |  | Renaud 1173                                             | Renaud 1173                                             | Renaud 1173                                             | Renaud 1173                                             | Renaud 1173                                             | Renaud 1173                                             |  |  | Henri VI Roi de Germanie 1165–1197 r.1169–1197 Empereur r.1191–1197                 | Henri VI Roi de Germanie 1165–1197 r.1169–1197 Empereur r.1191–1197                 | Henri VI Roi de Germanie 1165–1197 r.1169–1197 Empereur r.1191–1197                 | Henri VI Roi de Germanie 1165–1197 r.1169–1197 Empereur r.1191–1197                 | Henri VI Roi de Germanie 1165–1197 r.1169–1197 Empereur r.1191–1197                 | Henri VI Roi de Germanie 1165–1197 r.1169–1197 Empereur r.1191–1197                 |  |  | Constance Reine de Sicile 1154–1198 r.1194–1198        | Constance Reine de Sicile 1154–1198 r.1194–1198        | Constance Reine de Sicile 1154–1198 r.1194–1198        | Constance Reine de Sicile 1154–1198 r.1194–1198        | Constance Reine de Sicile 1154–1198 r.1194–1198        | Constance Reine de Sicile 1154–1198 r.1194–1198        |  |  | Guillaume 1176                                       | Guillaume 1176                                       | Guillaume 1176                                       | Guillaume 1176                                       | Guillaume 1176                                       | Guillaume 1176                                       |  |  | Agnes 1181–1184                                           | Agnes 1181–1184                                           | Agnes 1181–1184                                           | Agnes 1181–1184                                           | Agnes 1181–1184                                           | Agnes 1181–1184                                           |  |  | Gisèle 1168–1184                                      | Gisèle 1168–1184                                      | Gisèle 1168–1184                                      | Gisèle 1168–1184                                      | Gisèle 1168–1184                                      | Gisèle 1168–1184                                      |  |  |                                                 |                                                 |                                                 |                                                 |                                                 |                                                 |  |  |
| Otto IV Roi de Germanie 1175–1218 r.1198–1209 Empereur r.1209–1215 | Otto IV Roi de Germanie 1175–1218 r.1198–1209 Empereur r.1209–1215 | Otto IV Roi de Germanie 1175–1218 r.1198–1209 Empereur r.1209–1215 | Otto IV Roi de Germanie 1175–1218 r.1198–1209 Empereur r.1209–1215 | Otto IV Roi de Germanie 1175–1218 r.1198–1209 Empereur r.1209–1215 | Otto IV Roi de Germanie 1175–1218 r.1198–1209 Empereur r.1209–1215 |  |  | Beatrice de Souabe 1198–1212 | Beatrice de Souabe 1198–1212 | Beatrice de Souabe 1198–1212 | Beatrice de Souabe 1198–1212 | Beatrice de Souabe 1198–1212 | Beatrice de Souabe 1198–1212 |  |  | Cunégonde de Souabe 1202–1248                            | Cunégonde de Souabe 1202–1248                            | Cunégonde de Souabe 1202–1248                            | Cunégonde de Souabe 1202–1248                            | Cunégonde de Souabe 1202–1248                            | Cunégonde de Souabe 1202–1248                            |  |  | Venceslas Ier Roi de Bohême ≈1205–1253 1230–1253 | Venceslas Ier Roi de Bohême ≈1205–1253 1230–1253 | Venceslas Ier Roi de Bohême ≈1205–1253 1230–1253 | Venceslas Ier Roi de Bohême ≈1205–1253 1230–1253 | Venceslas Ier Roi de Bohême ≈1205–1253 1230–1253 | Venceslas Ier Roi de Bohême ≈1205–1253 1230–1253 |  |  | Renaud 1173                                             | Renaud 1173                                             | Renaud 1173                                             | Renaud 1173                                             | Renaud 1173                                             | Renaud 1173                                             |  |  | Henri VI Roi de Germanie 1165–1197 r.1169–1197 Empereur r.1191–1197                 | Henri VI Roi de Germanie 1165–1197 r.1169–1197 Empereur r.1191–1197                 | Henri VI Roi de Germanie 1165–1197 r.1169–1197 Empereur r.1191–1197                 | Henri VI Roi de Germanie 1165–1197 r.1169–1197 Empereur r.1191–1197                 | Henri VI Roi de Germanie 1165–1197 r.1169–1197 Empereur r.1191–1197                 | Henri VI Roi de Germanie 1165–1197 r.1169–1197 Empereur r.1191–1197                 |  |  | Constance Reine de Sicile 1154–1198 r.1194–1198        | Constance Reine de Sicile 1154–1198 r.1194–1198        | Constance Reine de Sicile 1154–1198 r.1194–1198        | Constance Reine de Sicile 1154–1198 r.1194–1198        | Constance Reine de Sicile 1154–1198 r.1194–1198        | Constance Reine de Sicile 1154–1198 r.1194–1198        |  |  | Guillaume 1176                                       | Guillaume 1176                                       | Guillaume 1176                                       | Guillaume 1176                                       | Guillaume 1176                                       | Guillaume 1176                                       |  |  | Agnes 1181–1184                                           | Agnes 1181–1184                                           | Agnes 1181–1184                                           | Agnes 1181–1184                                           | Agnes 1181–1184                                           | Agnes 1181–1184                                           |  |  | Gisèle 1168–1184                                      | Gisèle 1168–1184                                      | Gisèle 1168–1184                                      | Gisèle 1168–1184                                      | Gisèle 1168–1184                                      | Gisèle 1168–1184                                      |  |  |                                                 |                                                 |                                                 |                                                 |                                                 |                                                 |  |  |
|                                                                    |                                                                    |                                                                    |                                                                    |                                                                    |                                                                    |  |  |                              |                              |                              |                              |                              |                              |  |  |                                                          |                                                          |                                                          |                                                          |                                                          |                                                          |  |  |                                                  |                                                  |                                                  |                                                  |                                                  |                                                  |  |  |                                                         |                                                         |                                                         |                                                         |                                                         |                                                         |  |  |                                                                                     |                                                                                     |                                                                                     |                                                                                     |                                                                                     |                                                                                     |  |  |                                                        |                                                        |                                                        |                                                        |                                                        |                                                        |  |  |                                                      |                                                      |                                                      |                                                      |                                                      |                                                      |  |  |                                                           |                                                           |                                                           |                                                           |                                                           |                                                           |  |  |                                                       |                                                       |                                                       |                                                       |                                                       |                                                       |  |  |                                                 |                                                 |                                                 |                                                 |                                                 |                                                 |  |  |
|                                                                    |                                                                    |                                                                    |                                                                    |                                                                    |                                                                    |  |  |                              |                              |                              |                              |                              |                              |  |  |                                                          |                                                          |                                                          |                                                          |                                                          |                                                          |  |  |                                                  |                                                  |                                                  |                                                  |                                                  |                                                  |  |  |                                                         |                                                         |                                                         |                                                         |                                                         |                                                         |  |  |                                                                                     |                                                                                     |                                                                                     |                                                                                     |                                                                                     |                                                                                     |  |  |                                                        |                                                        |                                                        |                                                        |                                                        |                                                        |  |  |                                                      |                                                      |                                                      |                                                      |                                                      |                                                      |  |  |                                                           |                                                           |                                                           |                                                           |                                                           |                                                           |  |  |                                                       |                                                       |                                                       |                                                       |                                                       |                                                       |  |  |                                                 |                                                 |                                                 |                                                 |                                                 |                                                 |  |  |
| Henri II Duc de Brabant 1207–1248 r.1235–1248                      | Henri II Duc de Brabant 1207–1248 r.1235–1248                      | Henri II Duc de Brabant 1207–1248 r.1235–1248                      | Henri II Duc de Brabant 1207–1248 r.1235–1248                      | Henri II Duc de Brabant 1207–1248 r.1235–1248                      | Henri II Duc de Brabant 1207–1248 r.1235–1248                      |  |  | Marie de Souabe 1201–1235    | Marie de Souabe 1201–1235    | Marie de Souabe 1201–1235    | Marie de Souabe 1201–1235    | Marie de Souabe 1201–1235    | Marie de Souabe 1201–1235    |  |  | Élisabeth de Souabe 1205–1235                            | Élisabeth de Souabe 1205–1235                            | Élisabeth de Souabe 1205–1235                            | Élisabeth de Souabe 1205–1235                            | Élisabeth de Souabe 1205–1235                            | Élisabeth de Souabe 1205–1235                            |  |  | Ferdinand III Roi de Castile 1199/1201–1252      | Ferdinand III Roi de Castile 1199/1201–1252      | Ferdinand III Roi de Castile 1199/1201–1252      | Ferdinand III Roi de Castile 1199/1201–1252      | Ferdinand III Roi de Castile 1199/1201–1252      | Ferdinand III Roi de Castile 1199/1201–1252      |  |  | Constance d'Aragon 1179–1222                            | Constance d'Aragon 1179–1222                            | Constance d'Aragon 1179–1222                            | Constance d'Aragon 1179–1222                            | Constance d'Aragon 1179–1222                            | Constance d'Aragon 1179–1222                            |  |  | Frédéric II Roi de Germanie 1194–1250 r.1212–1250 Empereur r.1220–1250              | Frédéric II Roi de Germanie 1194–1250 r.1212–1250 Empereur r.1220–1250              | Frédéric II Roi de Germanie 1194–1250 r.1212–1250 Empereur r.1220–1250              | Frédéric II Roi de Germanie 1194–1250 r.1212–1250 Empereur r.1220–1250              | Frédéric II Roi de Germanie 1194–1250 r.1212–1250 Empereur r.1220–1250              | Frédéric II Roi de Germanie 1194–1250 r.1212–1250 Empereur r.1220–1250              |  |  |                                                        |                                                        |                                                        |                                                        |                                                        |                                                        |  |  | Isabelle II Reine de Jérusalem 1212–1228             | Isabelle II Reine de Jérusalem 1212–1228             | Isabelle II Reine de Jérusalem 1212–1228             | Isabelle II Reine de Jérusalem 1212–1228             | Isabelle II Reine de Jérusalem 1212–1228             | Isabelle II Reine de Jérusalem 1212–1228             |  |  |                                                           |                                                           |                                                           |                                                           |                                                           |                                                           |  |  | Isabelle d'Angleterre 1214–1241                       | Isabelle d'Angleterre 1214–1241                       | Isabelle d'Angleterre 1214–1241                       | Isabelle d'Angleterre 1214–1241                       | Isabelle d'Angleterre 1214–1241                       | Isabelle d'Angleterre 1214–1241                       |  |  |                                                 |                                                 |                                                 |                                                 |                                                 |                                                 |  |  |
| Henri II Duc de Brabant 1207–1248 r.1235–1248                      | Henri II Duc de Brabant 1207–1248 r.1235–1248                      | Henri II Duc de Brabant 1207–1248 r.1235–1248                      | Henri II Duc de Brabant 1207–1248 r.1235–1248                      | Henri II Duc de Brabant 1207–1248 r.1235–1248                      | Henri II Duc de Brabant 1207–1248 r.1235–1248                      |  |  | Marie de Souabe 1201–1235    | Marie de Souabe 1201–1235    | Marie de Souabe 1201–1235    | Marie de Souabe 1201–1235    | Marie de Souabe 1201–1235    | Marie de Souabe 1201–1235    |  |  | Élisabeth de Souabe 1205–1235                            | Élisabeth de Souabe 1205–1235                            | Élisabeth de Souabe 1205–1235                            | Élisabeth de Souabe 1205–1235                            | Élisabeth de Souabe 1205–1235                            | Élisabeth de Souabe 1205–1235                            |  |  | Ferdinand III Roi de Castile 1199/1201–1252      | Ferdinand III Roi de Castile 1199/1201–1252      | Ferdinand III Roi de Castile 1199/1201–1252      | Ferdinand III Roi de Castile 1199/1201–1252      | Ferdinand III Roi de Castile 1199/1201–1252      | Ferdinand III Roi de Castile 1199/1201–1252      |  |  | Constance d'Aragon 1179–1222                            | Constance d'Aragon 1179–1222                            | Constance d'Aragon 1179–1222                            | Constance d'Aragon 1179–1222                            | Constance d'Aragon 1179–1222                            | Constance d'Aragon 1179–1222                            |  |  | Frédéric II Roi de Germanie 1194–1250 r.1212–1250 Empereur r.1220–1250              | Frédéric II Roi de Germanie 1194–1250 r.1212–1250 Empereur r.1220–1250              | Frédéric II Roi de Germanie 1194–1250 r.1212–1250 Empereur r.1220–1250              | Frédéric II Roi de Germanie 1194–1250 r.1212–1250 Empereur r.1220–1250              | Frédéric II Roi de Germanie 1194–1250 r.1212–1250 Empereur r.1220–1250              | Frédéric II Roi de Germanie 1194–1250 r.1212–1250 Empereur r.1220–1250              |  |  |                                                        |                                                        |                                                        |                                                        |                                                        |                                                        |  |  | Isabelle II Reine de Jérusalem 1212–1228             | Isabelle II Reine de Jérusalem 1212–1228             | Isabelle II Reine de Jérusalem 1212–1228             | Isabelle II Reine de Jérusalem 1212–1228             | Isabelle II Reine de Jérusalem 1212–1228             | Isabelle II Reine de Jérusalem 1212–1228             |  |  |                                                           |                                                           |                                                           |                                                           |                                                           |                                                           |  |  | Isabelle d'Angleterre 1214–1241                       | Isabelle d'Angleterre 1214–1241                       | Isabelle d'Angleterre 1214–1241                       | Isabelle d'Angleterre 1214–1241                       | Isabelle d'Angleterre 1214–1241                       | Isabelle d'Angleterre 1214–1241                       |  |  |                                                 |                                                 |                                                 |                                                 |                                                 |                                                 |  |  |
|                                                                    |                                                                    |                                                                    |                                                                    |                                                                    |                                                                    |  |  |                              |                              |                              |                              |                              |                              |  |  |                                                          |                                                          |                                                          |                                                          |                                                          |                                                          |  |  |                                                  |                                                  |                                                  |                                                  |                                                  |                                                  |  |  |                                                         |                                                         |                                                         |                                                         |                                                         |                                                         |  |  |                                                                                     |                                                                                     |                                                                                     |                                                                                     |                                                                                     |                                                                                     |  |  |                                                        |                                                        |                                                        |                                                        |                                                        |                                                        |  |  |                                                      |                                                      |                                                      |                                                      |                                                      |                                                      |  |  |                                                           |                                                           |                                                           |                                                           |                                                           |                                                           |  |  |                                                       |                                                       |                                                       |                                                       |                                                       |                                                       |  |  |                                                 |                                                 |                                                 |                                                 |                                                 |                                                 |  |  |
|                                                                    |                                                                    |                                                                    |                                                                    |                                                                    |                                                                    |  |  |                              |                              |                              |                              |                              |                              |  |  |                                                          |                                                          |                                                          |                                                          |                                                          |                                                          |  |  |                                                  |                                                  |                                                  |                                                  |                                                  |                                                  |  |  |                                                         |                                                         |                                                         |                                                         |                                                         |                                                         |  |  |                                                                                     |                                                                                     |                                                                                     |                                                                                     |                                                                                     |                                                                                     |  |  |                                                        |                                                        |                                                        |                                                        |                                                        |                                                        |  |  |                                                      |                                                      |                                                      |                                                      |                                                      |                                                      |  |  |                                                           |                                                           |                                                           |                                                           |                                                           |                                                           |  |  |                                                       |                                                       |                                                       |                                                       |                                                       |                                                       |  |  |                                                 |                                                 |                                                 |                                                 |                                                 |                                                 |  |  |
|                                                                    |                                                                    |                                                                    |                                                                    |                                                                    |                                                                    |  |  |                              |                              |                              |                              |                              |                              |  |  |                                                          |                                                          |                                                          |                                                          |                                                          |                                                          |  |  | Marguerite d'Autriche c.1204–1266                | Marguerite d'Autriche c.1204–1266                | Marguerite d'Autriche c.1204–1266                | Marguerite d'Autriche c.1204–1266                | Marguerite d'Autriche c.1204–1266                | Marguerite d'Autriche c.1204–1266                |  |  | Henri (VII) Roi de Germanie 1211–1242 r.1220–1235       | Henri (VII) Roi de Germanie 1211–1242 r.1220–1235       | Henri (VII) Roi de Germanie 1211–1242 r.1220–1235       | Henri (VII) Roi de Germanie 1211–1242 r.1220–1235       | Henri (VII) Roi de Germanie 1211–1242 r.1220–1235       | Henri (VII) Roi de Germanie 1211–1242 r.1220–1235       |  |  | Élisabeth de Bavière c.1227–1273                                                    | Élisabeth de Bavière c.1227–1273                                                    | Élisabeth de Bavière c.1227–1273                                                    | Élisabeth de Bavière c.1227–1273                                                    | Élisabeth de Bavière c.1227–1273                                                    | Élisabeth de Bavière c.1227–1273                                                    |  |  | Conrad IV Roi de Germanie 1228–1254 r.1237–1254        | Conrad IV Roi de Germanie 1228–1254 r.1237–1254        | Conrad IV Roi de Germanie 1228–1254 r.1237–1254        | Conrad IV Roi de Germanie 1228–1254 r.1237–1254        | Conrad IV Roi de Germanie 1228–1254 r.1237–1254        | Conrad IV Roi de Germanie 1228–1254 r.1237–1254        |  |  | Margareta 1226–1227                                  | Margareta 1226–1227                                  | Margareta 1226–1227                                  | Margareta 1226–1227                                  | Margareta 1226–1227                                  | Margareta 1226–1227                                  |  |  | Henry Otto 1238–1253                                      | Henry Otto 1238–1253                                      | Henry Otto 1238–1253                                      | Henry Otto 1238–1253                                      | Henry Otto 1238–1253                                      | Henry Otto 1238–1253                                      |  |  | Marguerite de Sicile 1241–1270                        | Marguerite de Sicile 1241–1270                        | Marguerite de Sicile 1241–1270                        | Marguerite de Sicile 1241–1270                        | Marguerite de Sicile 1241–1270                        | Marguerite de Sicile 1241–1270                        |  |  | Albert II le Dégénéré 1240–1314 r.1288–1314     | Albert II le Dégénéré 1240–1314 r.1288–1314     | Albert II le Dégénéré 1240–1314 r.1288–1314     | Albert II le Dégénéré 1240–1314 r.1288–1314     | Albert II le Dégénéré 1240–1314 r.1288–1314     | Albert II le Dégénéré 1240–1314 r.1288–1314     |  |  |
|                                                                    |                                                                    |                                                                    |                                                                    |                                                                    |                                                                    |  |  |                              |                              |                              |                              |                              |                              |  |  |                                                          |                                                          |                                                          |                                                          |                                                          |                                                          |  |  | Marguerite d'Autriche c.1204–1266                | Marguerite d'Autriche c.1204–1266                | Marguerite d'Autriche c.1204–1266                | Marguerite d'Autriche c.1204–1266                | Marguerite d'Autriche c.1204–1266                | Marguerite d'Autriche c.1204–1266                |  |  | Henri (VII) Roi de Germanie 1211–1242 r.1220–1235       | Henri (VII) Roi de Germanie 1211–1242 r.1220–1235       | Henri (VII) Roi de Germanie 1211–1242 r.1220–1235       | Henri (VII) Roi de Germanie 1211–1242 r.1220–1235       | Henri (VII) Roi de Germanie 1211–1242 r.1220–1235       | Henri (VII) Roi de Germanie 1211–1242 r.1220–1235       |  |  | Élisabeth de Bavière c.1227–1273                                                    | Élisabeth de Bavière c.1227–1273                                                    | Élisabeth de Bavière c.1227–1273                                                    | Élisabeth de Bavière c.1227–1273                                                    | Élisabeth de Bavière c.1227–1273                                                    | Élisabeth de Bavière c.1227–1273                                                    |  |  | Conrad IV Roi de Germanie 1228–1254 r.1237–1254        | Conrad IV Roi de Germanie 1228–1254 r.1237–1254        | Conrad IV Roi de Germanie 1228–1254 r.1237–1254        | Conrad IV Roi de Germanie 1228–1254 r.1237–1254        | Conrad IV Roi de Germanie 1228–1254 r.1237–1254        | Conrad IV Roi de Germanie 1228–1254 r.1237–1254        |  |  | Margareta 1226–1227                                  | Margareta 1226–1227                                  | Margareta 1226–1227                                  | Margareta 1226–1227                                  | Margareta 1226–1227                                  | Margareta 1226–1227                                  |  |  | Henry Otto 1238–1253                                      | Henry Otto 1238–1253                                      | Henry Otto 1238–1253                                      | Henry Otto 1238–1253                                      | Henry Otto 1238–1253                                      | Henry Otto 1238–1253                                      |  |  | Marguerite de Sicile 1241–1270                        | Marguerite de Sicile 1241–1270                        | Marguerite de Sicile 1241–1270                        | Marguerite de Sicile 1241–1270                        | Marguerite de Sicile 1241–1270                        | Marguerite de Sicile 1241–1270                        |  |  | Albert II le Dégénéré 1240–1314 r.1288–1314     | Albert II le Dégénéré 1240–1314 r.1288–1314     | Albert II le Dégénéré 1240–1314 r.1288–1314     | Albert II le Dégénéré 1240–1314 r.1288–1314     | Albert II le Dégénéré 1240–1314 r.1288–1314     | Albert II le Dégénéré 1240–1314 r.1288–1314     |  |  |
|                                                                    |                                                                    |                                                                    |                                                                    |                                                                    |                                                                    |  |  |                              |                              |                              |                              |                              |                              |  |  |                                                          |                                                          |                                                          |                                                          |                                                          |                                                          |  |  |                                                  |                                                  |                                                  |                                                  |                                                  |                                                  |  |  |                                                         |                                                         |                                                         |                                                         |                                                         |                                                         |  |  |                                                                                     |                                                                                     |                                                                                     |                                                                                     |                                                                                     |                                                                                     |  |  |                                                        |                                                        |                                                        |                                                        |                                                        |                                                        |  |  |                                                      |                                                      |                                                      |                                                      |                                                      |                                                      |  |  |                                                           |                                                           |                                                           |                                                           |                                                           |                                                           |  |  |                                                       |                                                       |                                                       |                                                       |                                                       |                                                       |  |  |                                                 |                                                 |                                                 |                                                 |                                                 |                                                 |  |  |
|                                                                    |                                                                    |                                                                    |                                                                    |                                                                    |                                                                    |  |  |                              |                              |                              |                              |                              |                              |  |  |                                                          |                                                          |                                                          |                                                          |                                                          |                                                          |  |  |                                                  |                                                  |                                                  |                                                  |                                                  |                                                  |  |  |                                                         |                                                         |                                                         |                                                         |                                                         |                                                         |  |  |                                                                                     |                                                                                     |                                                                                     |                                                                                     |                                                                                     |                                                                                     |  |  |                                                        |                                                        |                                                        |                                                        |                                                        |                                                        |  |  |                                                      |                                                      |                                                      |                                                      |                                                      |                                                      |  |  |                                                           |                                                           |                                                           |                                                           |                                                           |                                                           |  |  |                                                       |                                                       |                                                       |                                                       |                                                       |                                                       |  |  |                                                 |                                                 |                                                 |                                                 |                                                 |                                                 |  |  |
|                                                                    |                                                                    |                                                                    |                                                                    |                                                                    |                                                                    |  |  |                              |                              |                              |                              |                              |                              |  |  |                                                          |                                                          |                                                          |                                                          |                                                          |                                                          |  |  |                                                  |                                                  |                                                  |                                                  |                                                  |                                                  |  |  |                                                         |                                                         |                                                         |                                                         |                                                         |                                                         |  |  | Conradin Roi de Jérusalem 1252–1268 r.1254–1268                                     | Conradin Roi de Jérusalem 1252–1268 r.1254–1268                                     | Conradin Roi de Jérusalem 1252–1268 r.1254–1268                                     | Conradin Roi de Jérusalem 1252–1268 r.1254–1268                                     | Conradin Roi de Jérusalem 1252–1268 r.1254–1268                                     | Conradin Roi de Jérusalem 1252–1268 r.1254–1268                                     |  |  |                                                        |                                                        |                                                        |                                                        |                                                        |                                                        |  |  |                                                      |                                                      |                                                      |                                                      |                                                      |                                                      |  |  |                                                           |                                                           |                                                           |                                                           |                                                           |                                                           |  |  | Maison de Wettin                                      | Maison de Wettin                                      | Maison de Wettin                                      | Maison de Wettin                                      | Maison de Wettin                                      | Maison de Wettin                                      |  |  |                                                 |                                                 |                                                 |                                                 |                                                 |                                                 |  |  |